# Löllbach
Löllbach település Németországban, Rajna-vidék-Pfalz tartományban. Lakosainak száma 199 fő (2023. december 31.).

## Népesség
A település népességének változása:
| Lakosok száma | 315  | 217  | 201  | 189  | 194  | 199  |
|               | 1975 | 2017 | 2019 | 2021 | 2022 | 2023 |